# État (informatique)
Pour les articles homonymes, voir État (homonymie).
En informatique, le terme désigne plusieurs choses assez différentes concernant les processus d'exécution et les impressions sur papier.

## Processus
Dans le contexte des processus, un état est l'ensemble formé par les données entrées, les données temporaires, les données calculées et le pointeur d'instruction (et généralement l'état des registres) par un processus.

## Protocole de communication
Similairement aux états de process, dans le contexte d'un protocole de communication structuré en requêtes vers un serveur suivi de réponses, le protocole peut nécessiter que le serveur conserve un état dépendant de requêtes passées (contraire de serveur stateless). Exemple : dans une session FTP un état est conservé entre deux requêtes (le serveur doit se souvenir si l'utilisateur s'est identifié, quels sont le dossier courant et les paramètres de transfert). Une requête HTTP peut nécessiter ou non un état; si l'architecture du serveur est ReST il n'aura pas besoin d'état, toute information nécessaire étant fournie dans l'URL de la requête HTTP.

## Gestion de données
En gestion des données, un état est une mise en forme (disposition, calculs) d'informations. Elles peuvent être extraites d'une mémoire, de fichiers, de base de données (ou banque de données) en vue de leur affichage ou de leur impression. La constitution d'états se fait sans qu'il y ait de modification des données utilisées en entrée, leur objet est de constituer diverses présentations synthétiques  dans l'objectif de comprendre ce qu'elles recouvrent : statistiques, évolutions dans le temps, cumuls et sous-totaux, etc. Ce terme d'état (en français état d'impression) est progressivement remplacé par l'anglicisme de 'reporting' en informatique décisionnelle.